# American Hardcore (film)
American Hardcore è un documentario musicale del 2006 diretto da Paul Rachman e scritto da Steven Blush.  Si basa sul libro American Hardcore: A Tribal History, scritto da Blush. Il film è uscito il 22 settembre 2006 con una distribuzione limitata e mostra alcuni dei pionieri della scena hardcore punk statunitense tra cui Bad Brains, Black Flag, D.O.A., Minor Threat, Minutemen, SS Decontrol e altri. L'edizione per il mercato home video è stata pubblicata su DVD dalla Sony Pictures Home Entertainment il 20 febbraio 2007.

## Trama
Il documentario segue la nascita e la evoluzione dell'hardcore punk tra il 1979 e il 1986 (sebbene la locandina riporti 1980-1986). Il film comprende anche molti video registrati live durante i concerti dell'epoca e interviste esclusive con i componenti di band come Black Flag, Minor Threat, Bad Brains e molte altre.
Il film si concentra sulle scene regionali dell'hardcore statunitense, con particolare attenzione alle scene di Los Angeles, New York, Washington e Boston. Le altre scene sono solo menzionate o ignorate del tutto, incluse quelle di Chicago, Seattle, Minneapolis-Saint Paul, Vancouver e Montréal.

## Produzione
Il film è stato montato in cinque anni con molti clip video spesso spedite dalle stesse band. Tuttavia una parte del materiale video, compreso l'ultimo concerto dei Negative FX, è stato ripreso dallo stesso regista Paul Rachman negli anni '80.

## Interviste[3]
- Jonathan Anastas ex-D.Y.S. e Slapshot
- Phil Anselmo ex Pantera e Superjoint Ritual
- Brian Baker dei Bad Religion, ex Minor Threat e Dag Nasty
- Dicky Barrett dei Mighty Mighty Bosstones, ex Impact Unit e The Cheapskates
- Vic Bondi ex Articles of Faith
- Dave Brockie dei Death Piggy, ex X-Cops e Dave Brockie Experience
- Brandon Cruz dei Dr. Know, ex Dead Kennedys
- Bob Cenci di Gang Green e Jerry's Kids
- Steve "Mugger" Corbin, ex roadie dei Black Flag ed ex componente dei Nig-Heist
- Mike Dean dei Corrosion of Conformity
- Dave Dictor degli MDC
- Chris Doherty dei Gang Green, ex Jerry's Kids
- Harley Flanagan dei Cro-Mags
- Flea dei Red Hot Chili Peppers, ex Fear
- Flipper: Bruce Loose, Ted Falconi e Steve DePace
- Greg Ginn ex Black Flag
- Jack Grisham ex T.S.O.L.
- Brett Gurewitz dei Bad Religion
- H.R., Dr. Know e Darryl Jenifer dei Bad Brains
- Greg Hetson dei Bad Religion e dei Circle Jerks
- John Joseph ex Cro-Mags
- Joe Keithley dei D.O.A.
- Alec Mackaye dei The Faith
- Ian MacKaye dei Fugazi, ex Teen Idles e Minor Threat
- Paul Mahern degli Zero Boys
- Moby ex Vatican Commandos e, per un breve periodo, dei Flipper
- Keith Morris dei Circle Jerks, ex Black Flag
- Reed Mullin ex Corrosion of Conformity
- Kira Roessler ex Black Flag
- Henry Rollins dei Rollins Band, ex Black Flag e State of Alert
- Kevin Seconds dei 7 Seconds
- Dave Smalley dei Down by Law, ex D.Y.S. e Dag Nasty
- Bobby Steele di Undead e Misfits
- Dave "Springa" Spring ex SS Decontrol
- Vinnie Stigma degli Agnostic Front
- Mike Watt ex Minutemen e fIREHOSE
- Todd Youth dei The Chelsea Smiles, ex Agnostic Front, Warzone e Murphy's Law